# Primera División de Burkina Faso
La Primera División, también llamada Liga Premier, es la máxima categoría de fútbol de Burkina Faso, la liga fue fundada en 1961 en lo que entonces era el Alto Volta, al obtener este país su independencia del Imperio colonial francés. El torneo es organizado por la Federación Burkinesa de Fútbol.
El equipo campeón clasifica a la Liga de Campeones de la CAF.

## Equipos 2019-20
| Equipo                        | Ciudad         | Estadio                     | Capacidad |
| ----------------------------- | -------------- | --------------------------- | --------- |
| Rahimo FC                     | Bobo Dioulasso | Stade Wobi Bobo-Dioulasso   | 10.000    |
| Salitas FC                    | Uagadugú       | Estadio del 4 de Agosto     | 35.000    |
| USFA Ouagadougou              | Uagadugú       | Stade Municipal Ouagadougou | 15.000    |
| ASEC Koudougou                | Koudougou      | Stade Balibiè               | 30.000    |
| Rail Club du Kadiogo          | Kadiogo        | Stade Kadiogo               | 8.000     |
| AS SONABEL                    | Uagadugú       | Stade SONABEL               | 5.000     |
| Majestic FC                   | Uagadugú       | Stade Municipal Ouagadougou | 15.000    |
| Racing Club de Bobo-Dioulasso | Bobo Dioulasso | Stade GASL                  | 30.000    |
| AS Douanes                    | Uagadugú       | Stade Municipal Ouagadougou | 15.000    |
| ASF Bobo-Dioulasso            | Bobo-Dioulasso | Stade GASL                  | 30.000    |
| ASFA Yennenga                 | Uagadugú       | Estadio del 4 de Agosto     | 35.000    |
| US Ouagadougou                | Uagadugú       | Stade Municipal Ouagadougou | 15.000    |
| Étoile Filante                | Uagadugú       | Estadio del 4 de Agosto     | 35.000    |
| AS Police                     | Uagadugú       | Stade Municipal Ouagadougou | 15.000    |
| KOZAF                         | Uagadugú       | Stade Municipal Ouagadougou | 15.000    |
| Royal FC                      | Bobo Dioulasso | Stade Wobi Bobo-Dioulasso   | 10.000    |

## Palmarés
| Temporada | Campeón                                      | Subcampeón                                   |
| --------- | -------------------------------------------- | -------------------------------------------- |
| 1961      | ASF Bobo-Dioulasso                           |                                              |
| 1962      | Étoile Filante Ouagadougou                   |                                              |
| 1963      | USFR Abidjan-Niger                           |                                              |
| 1964      | USFR Abidjan-Niger                           |                                              |
| 1965      | Étoile Filante Ouagadougou                   |                                              |
| 1966      | ASF Bobo-Dioulasso                           |                                              |
| 1967      | US Ouagadougou                               |                                              |
| 1968      | USFR Abidjan-Niger                           |                                              |
| 1969      | ASFAN Ouagadougou                            |                                              |
| 1970      | ASFAN Ouagadougou                            |                                              |
| 1971      | ASFAN Ouagadougou                            |                                              |
| 1972      | RC Bobo-Dioulasso                            |                                              |
| 1973      | AS Jeanne d'Arc (ASF Yennenga)               |                                              |
| 1974      | Silures Bobo-Dioulasso                       |                                              |
| 1975      | Silures Bobo-Dioulasso                       |                                              |
| 1976      | Silures Bobo-Dioulasso                       |                                              |
| 1977      | Silures Bobo-Dioulasso                       |                                              |
| 1978      | Silures Bobo-Dioulasso                       |                                              |
| 1979      | Silures Bobo-Dioulasso                       |                                              |
| 1980      | Silures Bobo-Dioulasso                       |                                              |
| 1981      | Torneo no disputado                          | Torneo no disputado                          |
| 1982      | Torneo no disputado                          | Torneo no disputado                          |
| 1983      | US Ouagadougou                               |                                              |
| 1984      | ASFAN Ouagadougou                            |                                              |
| 1985      | Étoile Filante Ouagadougou                   |                                              |
| 1986      | Étoile Filante Ouagadougou                   |                                              |
| 1987      | USFA Ouagadougou                             |                                              |
| 1988      | Étoile Filante Ouagadougou                   |                                              |
| 1989      | ASF Yennenga                                 | Étoile Filante Ouagadougou                   |
| 1990      | Étoile Filante Ouagadougou                   | ASF Yennenga                                 |
| 1991      | Étoile Filante Ouagadougou                   | US Cheminots                                 |
| 1992      | Étoile Filante Ouagadougou                   | ASF Yennenga                                 |
| 1993      | Étoile Filante Ouagadougou                   | RC Bobo-Dioulasso                            |
| 1994      | Étoile Filante Ouagadougou                   | ---                                          |
| 1995      | ASF Yennenga                                 | ---                                          |
| 1996      | RC Bobo-Dioulasso                            | ---                                          |
| 1997      | RC Bobo-Dioulasso                            | ---                                          |
| 1998      | USFA Ouagadougou                             | Étoile Filante Ouagadougou                   |
| 1999      | ASF Yennenga                                 | Étoile Filante Ouagadougou                   |
| 2000      | USFA Ouagadougou                             | Étoile Filante Ouagadougou                   |
| 2001      | Étoile Filante Ouagadougou                   | ASF Yennenga                                 |
| 2002      | ASF Yennenga                                 | USFA Ouagadougou                             |
| 2002–03   | ASF Yennenga                                 | US Ouagadougou                               |
| 2003–04   | ASF Yennenga                                 | US Ouagadougou                               |
| 2004–05   | Rail Club du Kadiogo                         | US Ouagadougou                               |
| 2005–06   | ASF Yennenga                                 | Rail Club du Kadiogo                         |
| 2006–07   | Commune FC                                   | Étoile Filante Ouagadougou                   |
| 2007–08   | Étoile Filante Ouagadougou                   | US Ouagadougou                               |
| 2008–09   | ASF Yennenga                                 | Étoile Filante Ouagadougou                   |
| 2009–10   | ASF Yennenga                                 | Étoile Filante Ouagadougou                   |
| 2010–11   | ASF Yennenga                                 | US Ouagadougou                               |
| 2011–12   | ASF Yennenga                                 | AS SONABEL                                   |
| 2012–13   | ASF Yennenga                                 | Santos FC                                    |
| 2013–14   | Étoile Filante Ouagadougou                   | USFA Ouagadougou                             |
| 2014–15   | Racing Club de Bobo                          | Étoile Filante Ouagadougou                   |
| 2015–16   | Rail Club du Kadiogo                         | US Ouagadougou                               |
| 2016–17   | Rail Club du Kadiogo                         | Étoile Filante Ouagadougou                   |
| 2017–18   | ASF Bobo-Dioulasso                           | Rail Club du Kadiogo                         |
| 2018–19   | Rahimo FC                                    | Salitas FC                                   |
| 2019–20   | Abandonado debido a la pandemia del COVID-19 | Abandonado debido a la pandemia del COVID-19 |
| 2020–21   | AS SONABEL                                   | AS Douanes                                   |
| 2021–22   | Rail Club du Kadiogo                         | Majestic FC                                  |
| 2022–23   | AS Douanes                                   | Salitas FC                                   |
| 2023–24   | AS Douanes                                   | Majestic FC                                  |
| 2024–25   | Rahimo FC                                    | USFA Ouagadougou                             |

## Títulos por club
| Club                           | Ciudad         | Campeón | Años Campeón                                                                 |
| ------------------------------ | -------------- | ------- | ---------------------------------------------------------------------------- |
| ASF Yennenga (AS Jeanne d'Arc) | Uagadugú       | 13      | 1973, 1989, 1995, 1999, 2002, 2003, 2004, 2006, 2009, 2010, 2011, 2012, 2013 |
| Étoile Filante Ouagadougou     | Uagadugú       | 13      | 1962, 1965, 1985, 1986, 1988, 1990, 1991, 1992, 1993, 1994, 2001, 2008, 2014 |
| Silures Bobo-Dioulasso         | Bobo Dioulasso | 7       | 1974, 1975, 1976, 1977, 1978, 1979, 1980                                     |
| USFA Ouagadougou (ASFAN)       | Uagadugú       | 7       | 1969, 1970, 1971, 1984, 1987, 1998, 2000                                     |
| Racing Club de Bobo            | Bobo Dioulasso | 4       | 1972, 1996, 1997, 2015                                                       |
| Rail Club du Kadiogo           | Kadiogo        | 4       | 2005, 2016, 2017, 2022                                                       |
| USFR Abidjan-Niger             | Bobo-Dioulasso | 3       | 1963, 1964, 1968                                                             |
| ASF Bobo-Dioulasso             | Bobo Dioulasso | 3       | 1961, 1966, 2018                                                             |
| US Ouagadougou                 | Uagadugú       | 2       | 1967, 1983                                                                   |
| AS Douanes                     | Uagadugú       | 2       | 2023, 2024                                                                   |
| Rahimo FC                      | Bobo Dioulasso | 2       | 2019, 2025                                                                   |
| Commune FC                     | Uagadugú       | 1       | 2007                                                                         |
| AS SONABEL                     | Uagadugú       | 1       | 2021                                                                         |

- ASF Yennenga = Association Sportive du Faso-Yennenga
- ASFAN        = Association Sportive des Forces Armées Nationales
- USFA         = Union Sportive des Forces Armées
- USFR         = Union Sportive du Foyer de la Régie
- ASF          = Association Sportive des Fonctionnaires

## Goleadores
| Año     | Jugador                         | Equipo                                  | Goles |
| 1992    | Daouda Sanou                    | ASF Yennenga                            | 18    |
| 1999    | Adolphe Biagné                  | Racing Club de Bobo                     | 14    |
| 2002    | Boniface Zoundi                 | Union Sportive des Forces Armées        |       |
| 2003    | Dominique Nayaga                | US Ouagadougou                          | 19    |
| 2004    | Hermann Ouédraogo Mamadou Kanté | US Ouagadougou ASF Yennenga             | 13    |
| 2005    | Wilfried Dah                    | Union Sportive des Forces Armées        | 13    |
| 2006    | Moctar Ouédraogo                | Union Sportive des Forces Armées        | 15    |
| 2008    | Abdramane Diarra                | Étoile Filante Ouagadougou              | 16    |
| 2009    | Ocansey Mandela Eric Soulama    | ASF Yennenga Étoile Filante Ouagadougou | 13    |
| 2013–14 | Banou Diawara Kafoumba Touré    | Racing Club de Bobo US Forces Armées    | 14    |
| 2014–15 | Banou Diawara                   | RC Bobo Dioulasso                       | 13    |
| 2016–17 | Salam Kagambeha                 | USFA Ouagadougou                        | 12    |
| 2017–18 | Djibril Quattara                | ASF Bobo-Dioulasso                      | 15    |
| 2018–19 | Hassamy Sansan Bah              | ASF Bobo-Dioulasso                      | 15    |
| 2019–20 | Alassane                        | ASF Bobo-Dioulasso                      | 9     |
| 2020–21 | Hassamy Sansan Bah              | AS Douanes                              | 22    |
| 2021–22 | Rodrigue Kam                    | AS Police                               | 13    |
| 2022–23 | Salif Bagaté                    | Salitas FC                              | 18    |
| 2023–24 | Clavert Kiendrebéogo            | AS Douanes                              | 10    |
| 2023–24 | Josué Tiendrebéogo              | Majestic FC                             | 10    |
| 2023–24 | Aboubacar Traoré                | AS SONABEL                              | 10    |
| 2023–24 | Honoré Yé                       | Étoile Filante Ouagadougou              | 10    |
| 2024–25 | Maxwell Boakye                  | AS Douanes                              | 12    |

## Clasificación histórica
Tabla histórica de la Primera División de Burkina Faso desde el profesionalismo en la temporada 2001 hasta la terminada temporada 2021-22
| N.º | Club                       | Temp. | P.D. | P.G. | P.E. | P.P. | G.F. | G.C. | Dif. | Puntos |
| --- | -------------------------- | ----- | ---- | ---- | ---- | ---- | ---- | ---- | ---- | ------ |
| 1   | Étoile Filante Ouagadougou | 22    | 586  | 275  | 184  | 127  | 734  | 407  | +327 | 1009   |
| 2   | ASFA Yennenga              | 22    | 586  | 280  | 166  | 140  | 722  | 427  | +305 | 1007   |
| 3   | USFA Ouagadougou           | 22    | 586  | 250  | 191  | 145  | 710  | 493  | +227 | 940    |
| 4   | Rail Club du Kadiogo       | 21    | 560  | 235  | 185  | 140  | 626  | 435  | +191 | 891    |
| 5   | RC Bobo-Dioulasso          | 22    | 586  | 222  | 199  | 165  | 590  | 468  | +132 | 865    |
| 6   | US Ouagadougou             | 20    | 530  | 209  | 178  | 143  | 589  | 435  | +154 | 805    |
| 7   | AS SONABEL                 | 18    | 494  | 183  | 166  | 145  | 481  | 420  | +61  | 712    |
| 8   | ASF Bobo-Dioulasso         | 20    | 534  | 166  | 191  | 177  | 461  | 502  | -41  | 689    |
| 9   | US Comoé                   | 18    | 466  | 115  | 169  | 193  | 317  | 503  | -186 | 514    |
| 10  | Santos FC                  | 14    | 364  | 106  | 121  | 137  | 334  | 410  | -76  | 439    |
| 11  | Majestic FC                | 10    | 298  | 106  | 95   | 97   | 261  | 266  | -5   | 403    |
| 12  | Bouloumpoukou FC           | 10    | 272  | 80   | 87   | 105  | 199  | 258  | -59  | 327    |
| 13  | ASEC Koudougou             | 11    | 280  | 68   | 92   | 120  | 204  | 309  | -105 | 296    |
| 14  | Bobo Sport                 | 10    | 268  | 62   | 101  | 105  | 191  | 274  | -83  | 287    |
| 15  | Salitas FC                 | 5     | 148  | 69   | 34   | 45   | 176  | 131  | +45  | 241    |
| 16  | US Yatenga                 | 9     | 238  | 53   | 80   | 105  | 158  | 249  | -91  | 239    |
| 17  | Rahimo FC                  | 5     | 138  | 58   | 42   | 48   | 135  | 118  | +17  | 216    |
| 18  | KOZAF                      | 6     | 178  | 46   | 64   | 68   | 141  | 172  | -31  | 202    |
| 19  | AS Police                  | 6     | 178  | 46   | 63   | 69   | 149  | 180  | -31  | 201    |
| 20  | AS Douanes                 | 3     | 118  | 50   | 37   | 31   | 124  | 96   | +28  | 187    |
| 21  | Commune FC                 | 4     | 104  | 43   | 38   | 23   | 96   | 76   | +20  | 167    |
| 22  | USFRAN Bobo-Dioulasso      | 8     | 188  | 35   | 53   | 100  | 117  | 250  | -133 | 158    |
| 23  | AS Koupéla                 | 5     | 126  | 26   | 61   | 41   | 59   | 100  | -41  | 133    |
| 24  | AJEB Bobo-Dioulasso        | 4     | 120  | 30   | 39   | 51   | 90   | 133  | -43  | 129    |
| 25  | Royal FC                   | 3     | 88   | 26   | 26   | 36   | 89   | 104  | -15  | 104    |
| 26  | AS Maya                    | 4     | 100  | 19   | 41   | 40   | 53   | 95   | -42  | 98     |
| 27  | Kiko FC                    | 4     | 96   | 17   | 27   | 52   | 68   | 132  | -64  | 78     |
| 28  | Vitesse FC                 | 2     | 64   | 18   | 21   | 25   | 60   | 71   | -11  | 75     |
| 29  | Sourou Sport               | 4     | 96   | 12   | 34   | 50   | 54   | 111  | -57  | 70     |
| 30  | Olympic Nahouri            | 2     | 44   | 11   | 15   | 18   | 35   | 45   | -10  | 48     |
| 31  | Bankuy Sports              | 2     | 60   | 9    | 19   | 32   | 26   | 68   | -42  | 46     |
| 32  | JC Bobo-Dioulasso          | 3     | 82   | 6    | 28   | 50   | 42   | 138  | -96  | 44     |
| 33  | Canon du Sud               | 2     | 48   | 8    | 15   | 25   | 25   | 58   | -33  | 39     |
| 34  | AS Léopards                | 1     | 34   | 9    | 8    | 17   | 22   | 40   | -18  | 35     |
| 35  | Sanmatenga FC              | 3     | 70   | 2    | 15   | 53   | 26   | 129  | -103 | 21     |
| 36  | Boulgou FC                 | 1     | 26   | 3    | 7    | 16   | 13   | 58   | -45  | 16     |
| 37  | Sama Sport                 | 1     | 26   | 0    | 4    | 22   | 7    | 58   | -51  | 4      |